# Grand Prix moto de la Communauté valencienne 1999
Le Grand Prix de la Communauté valencienne 1999 est la douzième épreuve du championnat du monde de vitesse moto 1999. Il a eu lieu le 19 septembre 1999 sur le circuit de Valence. Il s'agit de la 1re édition du Grand Prix moto de la Communauté valencienne.

## Classement 500 cm3
| Pos  | Pilote              | Constructeur | Temps/Écart     | Points |
| ---- | ------------------- | ------------ | --------------- | ------ |
| 1    | Régis Laconi        | Yamaha       | 53 min 23 s 825 | 25     |
| 2    | Kenny Roberts Jr    | Suzuki       | +3 s 548        | 20     |
| 3    | Garry McCoy         | Yamaha       | +4 s 609        | 16     |
| 4    | Tadayuki Okada      | Honda        | +6 s 155        | 13     |
| 5    | Carlos Checa        | Yamaha       | +22 s 031       | 11     |
| 6    | Norifumi Abe        | Yamaha       | +22 s 144       | 10     |
| 7    | Max Biaggi          | Yamaha       | +36 s 985       | 9      |
| 8    | John Kocinski       | Honda        | +37 s 198       | 8      |
| 9    | Sete Gibernau       | Honda        | +43 s 376       | 7      |
| 10   | Alex Barros         | Honda        | +43 s 420       | 6      |
| 11   | Tetsuya Harada      | Aprilia      | +1 min 09 s 478 | 5      |
| 12   | Nobuatsu Aoki       | Suzuki       | +1 min 12 s 741 | 4      |
| 13   | Sébastien Gimbert   | Honda        | +1 min 26 s 830 | 3      |
| 14   | David de Gea        | Honda        | +1 min 43 s 100 | 2      |
| 15   | Mike Hale           | Modenas      | +1 tour         | 1      |
| 16   | Michael Rutter      | Honda        | +1 tour         |        |
| 17   | Marc Garcia         | Honda        | +2 tours        |        |
| Abd. | Juan Borja          | Honda        | Abandon         |        |
| Abd. | Àlex Crivillé       | Honda        | Abandon         |        |
| Abd. | José Luis Cardoso   | TSR-Honda    | Abandon         |        |
| Abd. | Jurgen vd Goorbergh | Muz-Weber    | Abandon         |        |
| Abd. | Mark Willis         | Modenas      | Abandon         |        |

## Classement 250 cm3
| Pos  | Pilote             | Constructeur | Temps/Écart     | Points |
| ---- | ------------------ | ------------ | --------------- | ------ |
| 1    | Tohru Ukawa        | Honda        | 49 min 50 s 449 | 25     |
| 2    | Franco Battaini    | Aprilia      | +5 s 125        | 20     |
| 3    | Loris Capirossi    | Honda        | +10 s 224       | 16     |
| 4    | Shinya Nakano      | Yamaha       | +14 s 848       | 13     |
| 5    | Stefano Perugini   | Honda        | +34 s 042       | 11     |
| 6    | Sebastian Porto    | Yamaha       | +37 s 495       | 10     |
| 7    | Jason Vincent      | Honda        | +44 s 911       | 9      |
| 8    | Valentino Rossi    | Aprilia      | +1 min 01 s 110 | 8      |
| 9    | Anthony West       | TSR-Honda    | +1 min 10 s 352 | 7      |
| 10   | Alex Hofmann       | TSR-Honda    | +1 min 18 s 683 | 6      |
| 11   | Luca Boscoscuro    | TSR-Honda    | +1 min 20 s 847 | 5      |
| 12   | Lucas Oliver Bulto | Yamaha       | +1 min 23 s 052 | 4      |
| 13   | Roberto Rolfo      | Aprilia      | +1 min 24 s 329 | 3      |
| 14   | Masaki Tokudome    | TSR-Honda    | +1 min 26 s 837 | 2      |
| 15   | Fonsi Nieto        | Yamaha       | +1 min 45 s 669 | 1      |
| 16   | David Garcia       | Yamaha       | +1 min 48 s 926 |        |
| 17   | Scott Smart        | Aprilia      | +1 min 49 s 730 |        |
| 18   | Alex Debón         | Honda        | +1 tour         |        |
| 19   | Jarno Janssen      | TSR-Honda    | +1 tour         |        |
| Abd. | Alvaro Molina      | Honda        | Abandon         |        |
| Abd. | Julien Allemand    | TSR-Honda    | Abandon         |        |
| Abd. | Ismael Bonilla     | Honda        | Abandon         |        |
| Abd. | Daniel Ribalta     | Aprilia      | Abandon         |        |
| Abd. | Maurice Bolwerk    | Honda        | Abandon         |        |
| Abd. | Tomomi Manako      | Yamaha       | Abandon         |        |
| Abd. | Johann Stigefelt   | Yamaha       | Abandon         |        |
| Abd. | Olivier Jacque     | Yamaha       | Abandon         |        |
| Abd. | Jeremy McWilliams  | Aprilia      | Abandon         |        |
| Abd. | David Ortega       | TSR-Honda    | Abandon         |        |
| Abd. | Alfredo Rios       | Aprilia      | Abandon         |        |
| Abd. | Ralf Waldmann      | Aprilia      | Abandon         |        |

## Classement 125 cm3
| Pos  | Pilote               | Constructeur | Temps/Écart     | Points |
| ---- | -------------------- | ------------ | --------------- | ------ |
| 1    | Gianluigi Scalvini   | Aprilia      | 47 min 36 s 994 | 25     |
| 2    | Emilio Alzamora      | Honda        | +7 s 957        | 20     |
| 3    | Noboru Ueda          | Honda        | +28 s 360       | 16     |
| 4    | Arnaud Vincent       | Aprilia      | +32 s 455       | 13     |
| 5    | Steve Jenkner        | Aprilia      | +39 s 038       | 11     |
| 6    | Gino Borsoi          | Aprilia      | +1 min 09 s 267 | 10     |
| 7    | Simone Sanna         | Honda        | +1 min 34 s 477 | 9      |
| 8    | Roberto Locatelli    | Aprilia      | +1 min 35 s 606 | 8      |
| 9    | David Mico           | Aprilia      | +1 min 35 s 921 | 7      |
| 10   | Randy de Puniet      | Aprilia      | +1 min 39 s 107 | 6      |
| 11   | Alessandro Brannetti | Aprilia      | +1 min 39 s 479 | 5      |
| 12   | Kazuto Sakata        | Honda        | +1 min 50 s 845 | 4      |
| 13   | Reinhard Stolz       | Honda        | +1 tour         | 3      |
| 14   | Toni Elías           | Honda        | +1 tour         | 2      |
| 15   | Angel Nieto Jr       | Honda        | +1 tour         | 1      |
| 16   | Bernhard Absmeier    | Aprilia      | +1 tour         |        |
| 17   | Emilio Delgado       | Honda        | +1 tour         |        |
| Abd. | Marco Melandri       | Honda        | Abandon         |        |
| Abd. | Masao Azuma          | Honda        | Abandon         |        |
| Abd. | Adrian Araujo        | Honda        | Abandon         |        |
| Abd. | Pablo Nieto          | Derbi        | Abandon         |        |
| Abd. | Lucio Cecchinello    | Honda        | Abandon         |        |
| Abd. | Mirko Giansanti      | Aprilia      | Abandon         |        |
| Abd. | Manuel Poggiali      | Aprilia      | Abandon         |        |
| Abd. | Frédéric Petit       | Aprilia      | Abandon         |        |
| Abd. | Iván Martínez        | Aprilia      | Abandon         |        |
| Abd. | Max Sabbatani        | Honda        | Abandon         |        |
| Abd. | Youichi Ui           | Derbi        | Abandon         |        |
| Abd. | Jeronimo Vidal       | Aprilia      | Abandon         |        |
| Abd. | Ivan Goi             | Honda        | Abandon         |        |